# 네덜란드
네덜란드(네덜란드어: Nederlands [ˈneːdərˌlɑnt] 네덜란트[*] 듣기 (도움말·정보), 서프리슬란트어: Nederlân, 파피아멘토어: Hulanda)는 서유럽에 위치한 입헌군주제 국가이다. 동쪽으로는 독일, 남쪽으로는 벨기에쪽으로는 접하며 북쪽으로는 영국을 마주보고 북해에 면한다. 벨기에, 룩셈부르크와 합해서 베네룩스라고 부른다. 수도는 암스테르담이다(옛 수도는 헤이그).
카리브 해의 아루바, 퀴라소, 신트마르턴과 함께 네덜란드 왕국을 구성한다. 이외에도 해외 특별자치령으로 BES제도라 하는 보네르섬, 신트외스타티위스섬, 사바섬이 있다.
네덜란드는 세계에서 언론의 자유, 경제적 자유, 인간 개발 지수, 삶의 질의 최상위 국가 중 하나이다. 2019년 세계행복지수 세계 5위, 1인당 GDP는 세계 7위, 인간 개발 지수는 10위였다. 2022년 적극적 평화 지수는 세계 6위였다.

## 역대 군주

### 보나파르트 왕가
- 루이 1세 (1806년~1810년)
- 루이 2세 (1810년)

### 오라녜 나사우 왕가
- 빌럼 1세 (1810년~1840년)
- 빌럼 2세 (1840년~1849년)
- 빌럼 3세 (1849년~1890년)
- 빌헬미나 (1890년~1948년)
- 율리아나 (1948년~1980년)
- 베아트릭스 (1980년~2013년)
- 빌럼알렉산더르 (2013년~현재)

## 개요
네덜란드는 예로부터 다른 나라에서 사상·신조를 이유로 박해받은 사람들을 받아들여 번영해 왔다는 자부심이 있기 때문에 매사에 관용적인 것이 가장 큰 특징이다. 실제로 2019년 5월 유럽연합 인종차별보고서에 따르면 네덜란드는 스웨덴과 함께 유럽연합 중 아시아인에 대한 차별이 가장 적은 나라로 나타났다. 특히 일본에는 도쿠가와 막부에 의한 쇄국 정책 당시 기독교 포교 금지 조건에 유럽 국가 중 유일하게 응했고 나가사키의 데지마를 통한 무역을 통해 유럽의 근대 문명을 '난학'이라는 형태로 일본에 가져와 메이지 유신 이후 급속한 근대화를 추진하는 초석이 되었다.
또한 가톨릭 국가로서 최근 인도네시아에서 독립한 동티모르와는 달리 동인도 회사에 의한 인도네시아 통치 당시에도 기독교가 아닌 이슬람교의 보급을 오히려 영토 확대의 지렛대로 이용했을 정도이다. 오늘날에도 다른 유럽 국가들에 비하여 실로 많은 이민자들이 그 삶의 편리성으로 인해 합법·비합법을 가리지 않고 거주하고 있다. 합법적으로 입국한 EU 역외에서의 이민에 대해서는 네덜란드어 강습, 사회화 강습, 취직 상담을 세트로 한 이른바 '시민화 강습'의 실시를 다른 유럽 국가들에 앞서 하는 등 일정한 이민 대책도 강구하고 있다.
그러나 이슬람계 주민 중에서는 이슬람 극단주의가 힘을 얻으면서 저명한 영화감독 테오 반 고흐 등의 암살 사건과 개신교 교회 화공(火攻) 사건 등이 빈번하게 일어나고 있다. 이에 따라 이슬람계 주민에 대한 반감이 커지면서 이슬람 이민자 배척을 내세우는 극우정당 자유당이 세력을 얻었고 자유당이 신임 공급하는 현 정부도 이슬람계 이민 규제와 이슬람교 의상인 부르카 금지 등의 정책을 채택하게 되었다. 유럽 헌법의 국민투표 부결에도 이런 감정이 반영된 것으로 알려졌다.
한편 대마 등 소프트 드러그의 판매·소지·사용, 적극적 안락사가 허용되어 있으며, 몇몇 유럽 국가들과 함께 합법화되어 있다. 무엇보다 소프트 드러그에 관해서는 당국이 마련한 규칙에 따라 엄격한 관리·감시가 이루어지고 있으며(커피숍이라는 가게에서만 인정된다), 발케넨더 정권 때는 일부 재검토도 검토하고 있었다. 또 안락사에 대해서도 여전히 재검토 논의가 계속되고 있다.

## 국명
국명 및 통칭은 네덜란드어로 Nederland(네덜란드 왕국)이다. 이는 '저지대 국가', '저지대 지방'을 뜻하는 보통명사에서 유래되었기 때문에 기본적으로 정관사를 붙일 필요가 있다. 통칭 'Nederland'는 네덜란드 왕국의 유럽 국토를 의미하기 때문에 단수형이고, 정식 명칭에 사용되는 'de Nederlanden'은 해외 영토를 포함한 개념이기 때문에 복수형이다. 게르만계 언어로는 독일어로 die Niederlande, 라틴계 언어로는 프랑스어로 les Pays-Bas, 스페인어로 los Países  Bajos, 이탈리아어로 i Paesi Bassi(모두 의미는 같다). 모두 복수형인 것은 전통적으로 현재의 베네룩스 3국이 있는 저지대 지역 일대의 영방군의 역사적 총칭을 계승하고 있기 때문이다. 덧붙여 복수형이기는 하지만, 영어나 스페인어 등 언어에 따라서는, 종종 집합명사 혹은 '왕국'을 생략한 것으로 단수 취급된다.
속칭인 Holland(홀란트)도 자주 쓰이는데, 이는 스페인 지배에 맞서 일으킨 80년 전쟁에서 중요한 역할을 한 홀란트 주(현재는 남북 2개 주로 나뉘었다)의 이름에서 유래했으며 고유명사이므로 관사가 붙지 않는다.
공식적인 영어 표기는 the Netherlands(더 네덜런즈). 형용사 및 명사형인 Dutch(더치)는 원래 독일(Duitsch)을 가리키며 같은 나라의 지배에서 벗어난 17세기 이후 네덜란드(사람, 말)를 뜻하는 것으로 바뀌었다. 다만 역사적으로 영란(英蘭) 간에 무역이나 해외 진출을 둘러싸고 치열한 경쟁과 대립이 발생했기 때문에 경멸의 뉘앙스가 강해 'Netherlander'나 'Hollander'가 이용되기도 한다.
일본어 표기는 오란다(オランダ). 한자 표기는 화란(和蘭), 화란타(阿蘭陀), 아란타(荷蘭陀), 하란타(荷蘭陀), 하란(荷蘭), 니덕란(尼徳蘭, 네데를란트의 음역)으로 표기되며 란(蘭)으로 약칭된다. 유래는 포르투갈어로 '홀란트'를 의미하는 'Holanda [ɔˈlɐ̃dɐ]'가 센고쿠 시대에 내항한 포르투갈인 선교사에 의하여 전해진 데서 비롯되었다.
네덜란드 정부는 2020년 1월 1일로써 국명으로 '홀란트'를 사용하지 않고 네덜란드 외무부도 여러 나라에 이 통칭을 변경하도록 호소하고 있다. 또한 일본의 '오란다'라는 호칭에 대해서는 일본어 단어로 정착했기 때문에 변경은 요구하지 않는다고 하고 있다.

## 지리
총 면적은 4만 1000km2이다. 북해에 면해 있는 국토는 레인 강(Rijn; 독일어로는 라인강)), 마스강(Maas), 스헬더강(Schelde) 등이 만드는 삼각주를 중심으로 저지대가 펼쳐져 있다. 남서쪽은 구릉지대로 되어 있으나 림뷔르흐 주에 있는 이 나라 최고 지점조차도 321m에 지나지 않는, 전체적으로 평탄한 국토를 가지고 있다.
과거에는 '네덜란드령 기아나'라는 이름을 가진 수리남은 물론 본국의 50여 배도 넘는 땅인 인도네시아도 '네덜란드령 동인도'라는 이름으로 식민지에 포함되었다.
네덜란드 왕국의 대부분(98.5%)을 차지한다. 인구 밀도가 높은 나라로 국토의 25%가 해수면보다 낮은 지역이다.

## 네덜란드의 기후
네덜란드는 위도가 높은 곳에 있지만, 북부 지역은 북해의 난류와 편서풍의 영향을 받는 해양성 기후로 1년 내내 온화한 편이다. 여름과 겨울의 기온차는 작지만, 날씨는 변하기 쉽다. 그러나 남동부 지역은 대륙성 기후의 영향을 받아 기후가 거칠고 기온차도 심하다.

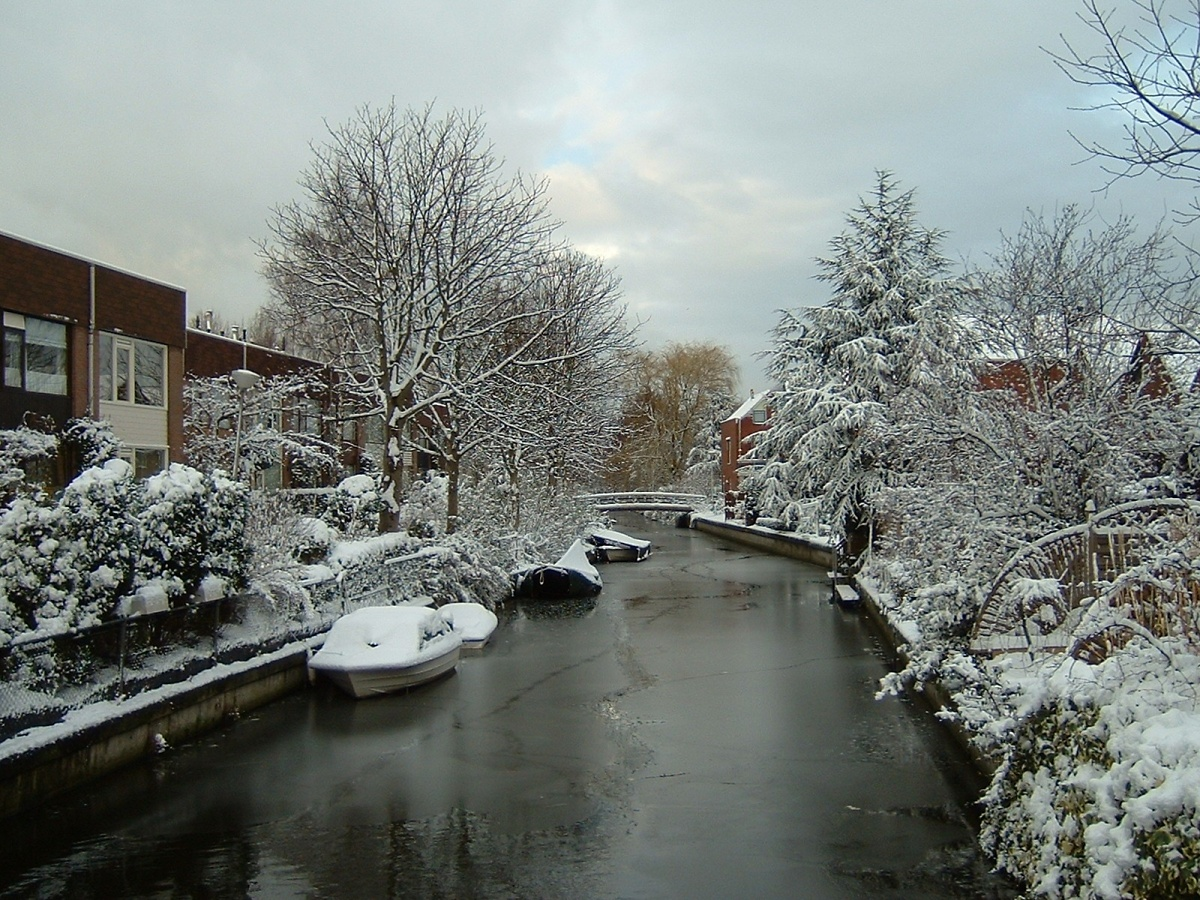
네덜란드의 겨울

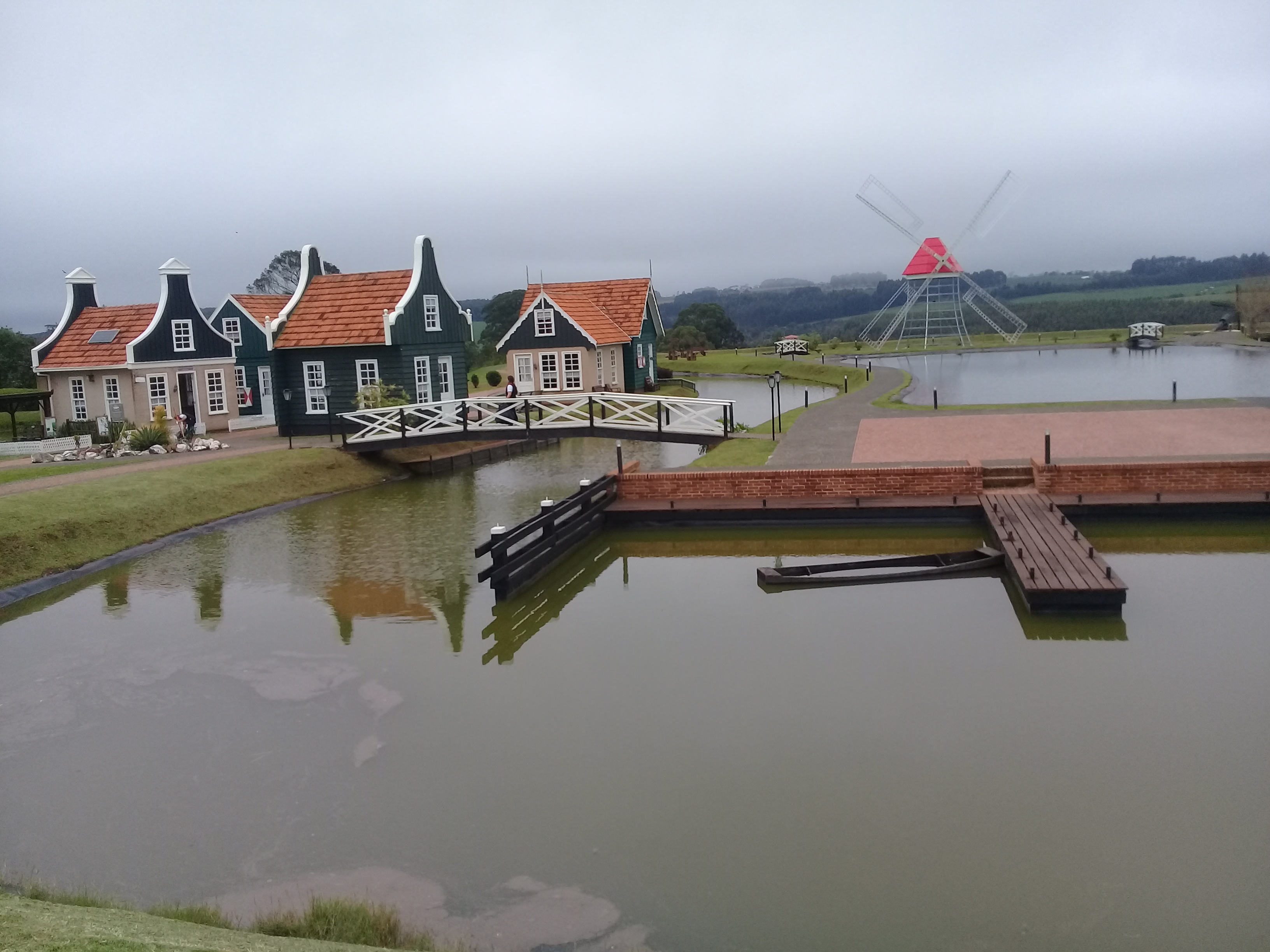
왼쪽에 있는 Carambeí 역사 공원 공원과 네덜란드 건축물

| De Bilt (1981–2010 averages), all KNMI locations (1901–2011 extremes), snowy days: (1971–2000 averages).의 기후 | De Bilt (1981–2010 averages), all KNMI locations (1901–2011 extremes), snowy days: (1971–2000 averages).의 기후 | De Bilt (1981–2010 averages), all KNMI locations (1901–2011 extremes), snowy days: (1971–2000 averages).의 기후 | De Bilt (1981–2010 averages), all KNMI locations (1901–2011 extremes), snowy days: (1971–2000 averages).의 기후 | De Bilt (1981–2010 averages), all KNMI locations (1901–2011 extremes), snowy days: (1971–2000 averages).의 기후 | De Bilt (1981–2010 averages), all KNMI locations (1901–2011 extremes), snowy days: (1971–2000 averages).의 기후 | De Bilt (1981–2010 averages), all KNMI locations (1901–2011 extremes), snowy days: (1971–2000 averages).의 기후 | De Bilt (1981–2010 averages), all KNMI locations (1901–2011 extremes), snowy days: (1971–2000 averages).의 기후 | De Bilt (1981–2010 averages), all KNMI locations (1901–2011 extremes), snowy days: (1971–2000 averages).의 기후 | De Bilt (1981–2010 averages), all KNMI locations (1901–2011 extremes), snowy days: (1971–2000 averages).의 기후 | De Bilt (1981–2010 averages), all KNMI locations (1901–2011 extremes), snowy days: (1971–2000 averages).의 기후 | De Bilt (1981–2010 averages), all KNMI locations (1901–2011 extremes), snowy days: (1971–2000 averages).의 기후 | De Bilt (1981–2010 averages), all KNMI locations (1901–2011 extremes), snowy days: (1971–2000 averages).의 기후 | De Bilt (1981–2010 averages), all KNMI locations (1901–2011 extremes), snowy days: (1971–2000 averages).의 기후 |
| 월 | 1월 | 2월 | 3월 | 4월 | 5월 | 6월 | 7월 | 8월 | 9월 | 10월 | 11월 | 12월 | 연간 |
| --- | --- | --- | --- | --- | --- | --- | --- | --- | --- | --- | --- | --- | --- |
| 역대 최고 기온 °C (°F)                                                                                          | 17.2 (63.0) | 20.4 (68.7) | 25.6 (78.1) | 32.2 (90.0) | 35.6 (96.1) | 37.2 (99.0) | 38.2 (100.8) | 38.6 (101.5) | 35.2 (95.4) | 30.1 (86.2) | 22.0 (71.6) | 17.8 (64.0) | 38.6 (101.5) |
| 일평균 최고 기온 °C (°F)                                                                                        | 5.6 (42.1) | 6.4 (43.5) | 10.0 (50.0) | 14.0 (57.2) | 18.0 (64.4) | 20.4 (68.7) | 22.8 (73.0) | 22.6 (72.7) | 19.1 (66.4) | 14.6 (58.3) | 9.6 (49.3) | 6.1 (43.0) | 14.1 (57.4) |
| 일일 평균 기온 °C (°F)                                                                                          | 3.1 (37.6) | 3.3 (37.9) | 6.2 (43.2) | 9.2 (48.6) | 13.1 (55.6) | 15.6 (60.1) | 17.9 (64.2) | 17.5 (63.5) | 14.5 (58.1) | 10.7 (51.3) | 6.7 (44.1) | 3.7 (38.7) | 10.1 (50.2) |
| 일평균 최저 기온 °C (°F)                                                                                        | 0.3 (32.5) | 0.2 (32.4) | 2.3 (36.1) | 4.1 (39.4) | 7.8 (46.0) | 10.5 (50.9) | 12.8 (55.0) | 12.3 (54.1) | 9.9 (49.8) | 6.9 (44.4) | 3.6 (38.5) | 1.0 (33.8) | 6.0 (42.8) |
| 역대 최저 기온 °C (°F)                                                                                          | −27.4 (−17.3)                                                                                                   | −26.8 (−16.2)                                                                                                   | −20.7 (−5.3) | −9.4 (15.1) | −5.4 (22.3) | −1.2 (29.8) | 0.7 (33.3) | 1.3 (34.3) | −3.7 (25.3) | −8.5 (16.7) | −14.4 (6.1) | −22.3 (−8.1) | −27.4 (−17.3)                                                                                                   |
| 평균 강수량 mm (인치)                                                                                           | 69.6 (2.74) | 55.8 (2.20) | 66.8 (2.63) | 42.3 (1.67) | 61.9 (2.44) | 65.6 (2.58) | 81.1 (3.19) | 72.9 (2.87) | 78.1 (3.07) | 82.8 (3.26) | 79.8 (3.14) | 75.8 (2.98) | 832.5 (32.78)                                                                                                   |
| 평균 강수일수 (≥ 0.1 mm)                                                                                        | 17 | 14 | 17 | 12 | 14 | 14 | 14 | 14 | 15 | 16 | 18 | 17 | 184 |
| 평균 강설일수 (≥ 0 cm)                                                                                          | 6 | 6 | 4 | 2 | 0 | — | — | — | — | 0 | 2 | 5 | 25 |
| 평균 상대 습도 (%)                                                                                              | 87 | 84 | 81 | 75 | 75 | 76 | 77 | 79 | 84 | 86 | 89 | 89 | 82 |
| 평균 월간 일조시간                                                                                              | 62.3 | 85.7 | 121.6 | 173.6 | 207.2 | 193.9 | 206.0 | 187.7 | 138.3 | 112.9 | 63.0 | 49.3 | 1,601.5 |
| 출처: KNMI.nl                                                                                                   | | | | | | | | | | | | | |

## 역사

### 고대와 중세
켈트와 게르만인이 자리잡고 살던 네덜란드에 로마인이 들어와 외국 지배의 역사가 시작된 것은 BC 50년 경이다. 남부의 마스트리흐트에 로마 시대의 요새 유적이 남아 있다. 로마 지배의 말기에는 프랑크와 색슨-프리스인들이 들어와 정착하기 시작했고 이 무렵 네덜란드에 기독교가 자리잡기 시작했다. 이슬람을 막은 카롤루스 대제가 교황 레오 3세로부터 신성로마제국 황제의 관을 받았다.(800년) 그가 사망(816년)한 이후, 유럽은 베르됭 조약(843년)으로 서 · 중 · 동 프랑크로 나뉘게 되는데, 이 때 저지대 국가는 스헬더강을 중심으로 서쪽(현재의 벨기에)은 서프랑크 왕국에, 동쪽은 동프랑크 왕국에 속하게 된다. 10~13세기에는 상업을 중심으로 하는 도시가 건설되기 시작하였으며, 홀란트 백작이 북부를 중심으로 세력을 강화하였다.

### 독립 전쟁
14세기에 접어들어서는 부르고뉴(부르군트) 공작 지배하에 들어가고, 15세기에는 오스트리아의 합스부르크 가문의 지배를 받게 되었다. 16세기에 들어와 에스파냐의 지배를 받게 되었을 때에는 근대 자본주의에 눈을 뜨게 된 시민들이 우상파괴 폭동과 네덜란드 종교개혁 등의 끈질긴 저항으로 에스파냐 세력을 몰아내고, 1588년 공화국(국호는 네덜란드 연방 공화국)으로 독립을 쟁취하기에 이른다. 공화국은 1815년에 폐지되고 네덜란드는 입헌군주제로 바뀐다.

### 황금시대
무역국으로 발돋움하면서 문화적으로도 황금기에 접어든다.
1588년에 네덜란드 연방 공화국이 성립되자 정치적으로 안정을 되찾은 네덜란드는 해외 진출의 황금시대를 맞이하였다(당시에는 총독이 통치했다). 17세기에는 주식회사인 연합 동인도 회사(VOC)를 설립하여 세계 제일의 무역국으로 발돋움하였다. 네덜란드 동인도 회사는 주주들의 투자를 받아서 설립된 주식회사였다. 네덜란드 상인들은 남아프리카와 동남아시아 등지에 인도네시아 등의 방대한 식민지를 건설하였으며, 북미 대륙에도 뉴암스테르담(지금의 뉴욕)을 건설하기까지 하였다. 오세아니아에도 간 상인들은 뉴질랜드를 발견하기도 하였다. 네덜란드 상인들은 일본에도 진출하였는데, 일본에서는 나가사키에 활동 공간을 마련해주었으며, '난학'(蘭學)이라고 불리는 네덜란드 문화를 배워가기도 했다. 이는 막부시대 일본에서 금지한 종교인 기독교의 선교를 하지 않고 무역에만 관심을 가졌기 때문이다. 한편, 이 시기에 문화적으로도 황금기를 맞이하여, 렘브란트 판 레인과 요하네스 페르메이르 등의 화가와 에라스무스, 스피노자와 같은 철학자도 배출하였다. 특히 에라스무스는 그 자신은 로마 가톨릭 사제였지만, 《우신예찬》으로 로마 가톨릭교회를 비판한 종교 개혁자였으며, 개신교 종교개혁자들인 루터, 츠빙글리의 사상형성과 성공회가 로마 가톨릭 교회에서 분리된 영국 종교개혁에 영향을 주었다. 네덜란드는 미국의 뉴욕주, 뉴저지주 등을 식민지로 삼고 인도네시아를 식민화하였다.

### 쇠퇴기
그러나 네덜란드를 견제하려는 영국과의 계속되는 전쟁에서 밀려나 세계의 상권을 영국에 빼앗기게 되었으며, 1793년 2월 1일, 프랑스는 네덜란드에 선전 포고하였다.1810년에는 프랑스 혁명의 소용돌이에 휘말려 프랑스 영토가 되기도 하였다. 그러나 1815년 빈 회의의 결과 네덜란드 왕국이 새로이 탄생하였다. 하지만 로마 가톨릭 국가인 벨기에와 개신교 국가인 네덜란드가 합병된 왕국이었기 때문에, 1831년 벨기에가 네덜란드로부터 독립하여 벨기에 왕국을 건국했다.

### 현대사
제2차 세계 대전에서는 중립을 지키지 못하고 나치 독일의 지배하에 들어갔다. 《안네의 일기》로 유명한 안네 프랑크도 나치 독일의 네덜란드 점령기의 인물 중 하나이다. 전후 네덜란드는 안정된 정치와 높은 경제 발전을 이루었다. 그러나 일본의 지배하에 있던 식민지 인도네시아가 종전과 동시에 독립을 선언하자, 네덜란드군이 이를 탄압하여 인도네시아 독립전쟁으로 이어졌으며, 많은 비난 끝에 유엔의 중재로 독립을 승인하였다. 이후 네덜란드령 안틸레스 아루바등의 식민지가 남아있었다. 1971년에는 맥도날드 햄버거집이 네덜란드 잔담에 상륙하였다.이후 2010년 네덜란드령 안틸레스를 해체하고 퀴라소와 신트마르턴은 네덜란드의 구성국이 되었고 나머지 영토는 카리브 네덜란드 직헐령이 되었다.

## 정치
네덜란드는 입헌군주제 국가로서 현재의 군주는 빌럼알렉산더르 국왕이다. 대의 민주주의를 채택하고 있다. 네덜란드 의회는 상원과 하원이 있는 양원제로 임기는 각각 4년이다. 행정부 장관은 총리에 의해 지명되며 14개의 행정부서가 있다. 현재의 총리는 딕 스호프이다. 최고법원과 5개의 고등법원에 각 지방법원과 간이법원이 속해해 사법권을 행사한다. 법관은 최고법원과 법무장관의 추천으로 국왕이 임명한다. 헌법재판소는 없으며 법률의 합헌 여부는 특별 법정에서 가린다.

## 경제
상업과 교통의 발달로 네덜란드는 17세기에 부유한 나라로 성장했다. 오늘날에도 여전히 상업과 교통은 네덜란드 경제를 주도하는 핵심 부문이다. 19세기에 북해와 라인 강을 직접 연결하는 수로가 완공된 이후, 로테르담 항구는 독일의 루르 공업 지대와 수로로 연결되어 크게 성장했다. 오늘날 로테르담 항구에는 하루 평균 100만 톤의 물자가 이동하고 있다. 20세기에 네덜란드는 경제에 중요한 영향을 주었던 식민지들을 잃었지만 여전히 경제 선진국으로 1인당 국내 총생산이 유럽 연합 회원국의 평균보다 높다. 또한 첨단 기계와 영농 기술 도입으로 농업 부문에서도 높은 생산성을 보인다. 한편 네덜란드는 복지정책에 많은 노력을 기울이고 있다.
1980년대 전체 경제활동인구 중 14%인 80만 명이 실업자였고 장해연금과 조기퇴직 프로그램에 의해 노동 시장에서 제외된 근로자 수도 이와 같은 규모였다. 1986년 스웨덴의 사회학자 예란 테르보른은 《왜 어떤 사람들은 다른 사람들보다 실업상태를 더 오래 지속하는가?》를 통해 네덜란드의 고용 실패를 지적했다. 제2차 세계 대전 종전 이후 1981년부터 1983년까지 네덜란드의 경기침체는 유난히 심각했다. 많은 경제 부분이 과잉 생산의 부작용을 겪었고 25개 제조업체 중 1개꼴로 파산상태에 이르렀다. 이 시기에만 30만 개의 일자리가 사라졌다. 없어진 일자리의 대부분이 제조업의 정규직 근로에서 발생했다. 실업자는 매달 1만 명씩 증가하여 1984년에는 80만 명까지 증가했고 노동조합들은 전체 노조원의 17%를 잃었으며 남은 노조원들 중 4분의 1이 복지 혜택의 수혜자가 되면서 노동없는 복지 상태에 이르렀다. 미취업자들에 대한 사회보장 혜택은 더 크게 감소했다. 광범위한 실업 상태에서 얻은 결론은 수익성을 높여야 한다는 범국가적 인식의 확산이었다.
우선 1982년 11월 24일 바세나르에서 세계시장의 변화에 대응하려는 전략의 일환으로 바세나르 협약이란 이름의 임금인상 억제 정책이 실시되었다. 빔 코크의 노동조합연맹과 크리스 판 베인의 경영자단체연합 사이에서 이뤄진 중앙협약에 의한 임금인상 억제 정책은 변화하는 해외 및 네덜란드 내 시장에서 심화되는 국제경쟁에서 네덜란드 경제를 적응시키는 데 큰 역할을 했으며 이후 조합주의가 되살아나게 되는 계기가 되었다. 1990년대 초에는 사회보장체제의 전반적인 재정비가 이뤄졌으며 1990년대 중반에는 사회 전체의 효율성을 증대시키고 임금수준과 복지혜택 사이의 균형을 이루기 위한 능동적인 노동시장 정책이 채택되었으며 이러한 정책 변화는 정치적 지지를 얻었다.
1990년대 들어서 네덜란드는 1980년대 일관적인 임금인상 억제 정책, 사회의 안정화, 개혁정책에 대한 사회적인 합의를 통해 성공적으로 실업률을 반감시켰다고 평가받는다. 1983년 14%의 실업률을 1997년에는 6% 수준으로 내렸는데 이는 유럽 연합 평균인 11%의 실업률보다 낮은 수준이다. 미국과 같은 수준의 고용증가를 겪기도 했으나 미국처럼 급격한 빈부격차의 증가를 경험하진 않았다. 다만 이는 스웨덴, 노르웨이, 핀란드보다는 높은 수준이다. 또한 새롭게 만들어진 일자리 중 다수가 비정규직이거나 시간제 근로였고 안정적이지 못하다는 문제점을 갖고 있었다. 여성의 경제활동참가율은 증가했으나 55세에서 64세 중장년층 남성 취업률은 유럽에서 가장 낮은 수준으로 감소했다. 능력 위주의 직원 선발이 이뤄지면서 발생한 외국인과 미숙련근로자의 낮은 취업기회도 문제점으로 지적되었다.15 청년 실업률은 가장 낮은 수준인 5.5%로 떨어졌으나 완전고용은 이뤄지지 않았으며 시간제 근로에 의존하는 것으로 평가할 수도 있다.
네덜란드에서 경제성장의 가장 큰 원천은 해외시장이다. 네덜란드의 재화, 용역의 수출입 규모는 1950년 국내총생산의 70.9%, 1970년 74.8%, 1994년 89.2%에 달했는데 영국의 41.8%, 독일의 39.3%, 프랑스의 34.2% 미국의 17.8%, 일본의 14.6%와 비교하면 높은 수치이다.
네덜란드에서 중공업 분야는 무역업과 제조업에 비해 다소 늦게 발달했다. 북해와 암스테르담을 연결해 주는 북해 운하의 입구에는 에이마위던(IJmuiden)이 있는데, 이곳에는 코크스 제조 공장과 네덜란드 최대의 제철, 제강 공장이 있다.
네덜란드는 천연자원이 풍족하지 않은 편이다. 림뷔르흐 주의 탄전은 1970년대에 이미 문을 닫았으나 북해 연안의 그로닝겐 지역에서 대규모 가스전이 발견되었다. 그런데 여기에는 세계 최대 규모의 천연 가스가 매장되어 있었다. 이곳에서 생산되는 천연가스의 상당 부분은 수출된다. 석유도 생산되지만 천연가스에 비해 양이 적어 네덜란드 경제에 큰 기여는 하지 못한다. 헹겔로와 델프제일 근처에는 엄청난 양의 암염이 매장되어 있는데, 일부는 산업용으로 국내에서 사용하고 나머지는 수출된다.
네덜란드의 농업은 최첨단 기술과 높은 생산성을 자랑하고 있다. 유럽의 다른 나라들과 마찬가지로 농업 인구는 감소하고 있으나, 경영 규모가 커져서 생산성이 점점 높아지고 있다. 국토의 4분의 1정도가 농지로 이용되는데, 이중 약 30%가 목초지이다. 네덜란드에서 생산되는 농산물의 약 3분의 2는 세계 각국으로 수출된다. 또한 겨울철 날씨가 온화하고 토양이 기름진 네덜란드는 원예 농업이 발달했다. 수천 개의 온실에서는 토마토, 오이, 피망 같은 채소가 첨단 시설로 재배되고 있다. 헤이그와 뫼즈 강 하구 사이, 델프트 주변과 로테르담 북부에는 유리 온실이 줄지어 있다.
축산업도 네덜란드 경제에 큰 역할을 한다. 자동화된 대규모 농장에서 젖소, 돼지, 닭, 오리 등을 대량 사육하고 있고 유제품 관련 산업도 잘 발달했다. 하우다, 에담, 레르담과 같은 도시는 치즈 생산지로 유명하며, 이 지역에서 생산된 치즈는 도시의 이름을 따서 불린다. 4월에서 9월까지 알크마르에서는 금요일 아침마다 전통 치즈 시장이 열린다. 전통 치즈 시장에서는 커다란 치즈 경매가 진행되고 관광객들은 이 광경을 보기 위해 알크마르를 찾는다.
2009년 5월 10일 유로스타트는 네덜란드가 유럽에서 근로시간이 가장 짧은 나라라고 발표했다.

## 무역
2017년 기준으로 네덜란드의 주요 수출 상대국은 독일(21.91%), 벨기에(10.25%), 영국(8.58%), 프랑스(8.03%), 미국(4.36%)이며, 주요 수입 상대국은  독일(18.47%), 벨기에(10.70%), 중국(9.02%), 미국(7.65%), 영국(5.33%)이다.
2017년 기준으로 총수출액은 505,941백만 달러, 총수입액은 450,076백만 달러이다. 주요 수출 품목은 석유 제품(44,034백만 달러), 전자 부품(15,565백만 달러), 무선 통신 기기(15,492백만 달러), 기타 의약품(15,492백만 달러), 독극물(7,256백만 달러)이다. 주요 수입 품목은 석유 제품(28,408백만 달러), 원유(28,328백만 달러), 무선 전신 장치 용 송신 장치(18,261백만 달러), 전자 부품(16,071백만 달러), 기타 의약품(7,317백만 달러)이다.

## 다른 구성국
- 퀴라소
- 신트마르턴
- 아루바

## 사회, 문화

### 문화
회화로는 17세기 황금시대와 19세기에 네덜란드를 대표하는 뛰어난 화가들이 많이 배출되었다. 17세기 초에는 유화 기법의 선구자 프란스 할스가 활약하였고, 중엽에는 유화 기법의 완성자로 일컬어지는 렘브란트 판 레인이 나타났다. 중산 계급이나 농민의 생활을 주로 그린 얀 스테인, 풍경화가 로이스달 등도 활약했다. 실내화에서는 우아한 광선을 살린 그림으로 유명한 요하네스 페르메이르를 들 수 있으며, 19세기에는 강렬한 개성을 가진 화가 빈센트 반 고흐가 등장한다.
네덜란드의 공예품으로는 델프트(Delft) 도자기와 붉은 색의 아름다운 마쿰(Makkum) 도자기를 들 수 있다. 도자기는 16세기 말에 이탈리아의 기술을 받아들임으로써 시작하였고, 17세기부터 중국 등의 영향을 받아 18세기에 전성기를 맞았다.

### 스포츠
세계적인 축구강국으로 명성이 높다. FIFA 월드컵에서 준우승을 3번 달성한 축구강국이지만 아직 우승 경력은 없다.

### 동성 결혼 합법화
네덜란드는 개방적이고 좌파적인 국가로 알려져 있다. 대표적인 경우로 네덜란드는 유럽 국가 최초로 1993년 동성 결혼을 합법으로 인정하였으며 2001년 4월 1일을 시작으로 동성애자 커플의 결혼과 이혼을 허용하는 법이 시행되었다.

### 마약 합법화 논쟁
네덜란드의 마약 정책은 마약 사범을 처벌하는 처벌 위주 정책이 아닌 중독성이 낮다고 판단되는 마약을 합법적으로 관리하는 마약 자유화 정책이다. 네덜란드 정부는 1976년, 상대적으로 중독성이 낮으며 인체에 피해가 적은 대마, 환각 버섯 등을 연성 마약(Soft Drug)으로 규정하여 5g 이하의 대마를 피우거나 소지하는 것을 허용하였으며 커피숍이라는 곳에서 대마를 피는 것을 허용하되 500g 이하만 판매하도록 규제하고 있다. 이는 연성마약을 허용함으로써 헤로인과 코카인 등 이른바 중독성 마약을 가까이하는 것을 막기 위한 정책이지만, 이로 인한 폐해도 있다. 바로 대마중독자 문제이다. 2008년, 네덜란드에서는 마약중독자가 줄어든 대신 대마가 주는 편안함 때문에 복용을 끊지 못하는 대마중독자가 늘어나고 있다.

### 종교
| 종교 구성 (네덜란드) | 종교 구성 (네덜란드) | 종교 구성 (네덜란드) | 종교 구성 (네덜란드) | 종교 구성 (네덜란드) |
| -------------------- | -------------------- | -------------------- | -------------------- | -------------------- |
|                      |                      |                      |                      |                      |
| 무종교               | 무종교               |                      | 50.1%                | 50.1%                |
| 로마 가톨릭          | 로마 가톨릭          |                      | 23.7%                | 23.7%                |
| 개신교               | 개신교               |                      | 15.5%                | 15.5%                |
| 그 외 기독교         | 그 외 기독교         |                      | 4.5%                 | 4.5%                 |
| 이슬람교             | 이슬람교             |                      | 4.9%                 | 4.9%                 |
| 기타 종교            | 기타 종교            |                      | 1.1%                 | 1.1%                 |

네덜란드는 종교개혁의 전통을 갖고 있는 개혁교회(Reformed Church)국가였기 때문에, 메노나이트교회 신자들이 박해를 피해 망명하기도 하였다. 하지만 현재에는 세속화로 인해 개혁교회 신자가 크게 감소하였다. 로마 가톨릭 교회는 남부지역에서 영향력이 있다. 이외에도 옛 동인도 식민지에서 온 이민자들에 의해 힌두교도들도 있고, 소수이지만 유대교 신자도 존재한다. 이슬람교 신자도 있으나 박해의 대상이 된다.

## 행정 구역

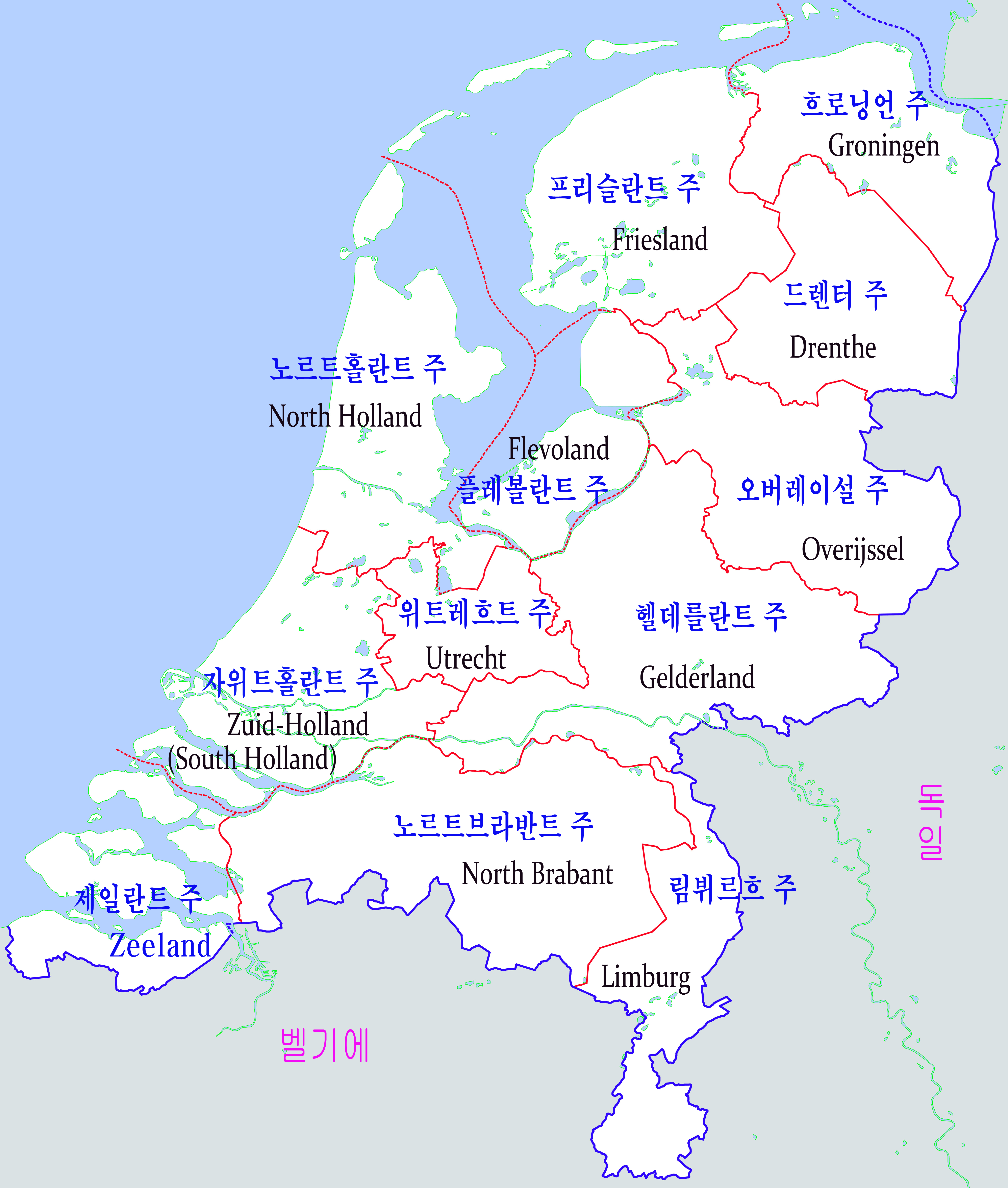
네덜란드 행정구역

네덜란드는 12개의 주(provincie)와 카리브해에 있는 정부직할령인 카리브네덜란드로 나뉜다.
| - 노르트브라반트주(Noord-Brabant) - 노르트홀란트주(Noord-Holland) - 드렌터주(Drenthe) - 림뷔르흐주(Limburg) - 오버레이설주(Overijssel) - 위트레흐트주(Utrecht) | - 자위트홀란트주(Zuid-Holland) - 제일란트주(Zeeland) - 프리슬란트주(Friesland) - 플레볼란트주(Flevoland) - 헬데를란트주(Gelderland) - 흐로닝언주(Groningen) |

프리슬란트 주의 프리지아인은 프리지아어를 사용하여 독자적인 정체성을 갖고 있다.

## 대외 관계

### 한국
네덜란드는 조선 시대에 벨테브레가 풍랑을 만나 제주도에 들어온 일, 헨드릭 하멜도 풍랑을 만나 제주도에 도착한 일 등으로 한국과 처음으로 만나게 된 유럽 국가이다. 또한 대한 제국이 헤이그에 헤이그 특사 파견을 한적도 있다. 네덜란드는 1949년 7월 25일, 한국을 한반도의 유일한 합법 정부로 승인하였으며, 한국 전쟁 때에는 유엔군의 일원으로 참전해 한국을 지원하였다. (보병 1개 대대, 군함 1척) 헤이그에 한국 대사관(주 헤이그 국제기구 대표부 겸임)이 개설되어 있다. 서울에 주한 대사관이 개설되어 있다. 한국의 대(對)네덜란드 수출은 46억2698만USD, 네덜란드의 대(對)한국 수출은 44억2550만USD(각 2011년)에 달하여, 네덜란드는 한국에 있어서 제27위의 수출국이자 제25위의 수입국이다. 모두 1,771 명(재외국민 1,663명, 시민권자 108 명)의 한민족들이 네덜란드에 거주(2010년 12월 기준)하고 있다. 한국과 네덜란드는 KLM과 대한항공의 노선으로 운항하고 있다. 중등 교육의 경우 한국에서는 네덜란드어가, 네덜란드에서는 한국어가 개설되지 않았다.

### 영국
당시 네덜란드가 에스파냐 왕국의 지배를 받고 있을 무렵, 독립 운동을 하기 위해서 지원을 받고자 잉글랜드 왕국과 동맹을 맺었다. 그리고 해군력을 강력히 키워나가 잉글랜드 왕국과 연합하여 마침내 에스파냐 왕국의 군대를 몰아내어 독립을 쟁취하는 데 성공한다. 여기까지는 영국과의 사이가 굉장히 좋았으나, 올리버 크롬웰이 기존의 왕정을 폐지하고 공화정을 설립한 때부터 사이가 급격히 나빠졌다. 올리버 크롬웰은 식민지를 더 많이 차지하고 국력을 더욱 강화하기 위해서 트집을 잡아 네덜란드와의 동맹을 해제하였고 네덜란드와의 무역을 방해하였다. 네덜란드는 결국 잉글랜드 공화국에 선전포고를 하고, 마침내 전쟁이 벌어졌다. 그러나 잉글랜드 왕국의 군대가 더욱 우세했고, 끝내 네덜란드는 잉글랜드 왕국으로부터 많은 식민지를 빼앗기게 된다. 이후 영국과의 관계는 매우 험악해졌지만, 프랑스 왕국이 강대해지기 시작하자 위협을 느낀 잉글랜드 왕국은 다시 네덜란드와 동맹을 요청했고, 네덜란드가 요청을 받아들여 다시 양국간의 관계는 좋아진다.

### 프랑스
네덜란드가 잉글랜드 왕국과의 전투에서 크게 패배하고 식민지마저 대부분 빼앗기자, 이를 노리고 있었던 프랑스 왕국은 네덜란드를 멸망시키고자 대대로 침입을 자행하였다. 결국 네덜란드는 국력이 매우 쇠약해져 있었던 탓에 한동안 프랑스 왕국으로부터 지배를 받았다. 더구나 11월 유럽의 현존하는 정부들을 전복하려는 모든 국민들에게 원조를 제공하겠다는 폭탄선언을 하였고 1793년 1월에 드디어 루이 16세를 처형하였다. 1793년 2월 1일, 프랑스 왕국은 네덜란드 공화국에 선전 포고하였다.네덜란드 공화국은 잉글랜드 왕국과 오스트리아 왕국 등과 함께 제1차 대프랑스 동맹을 맺고 대항하였다. 1795년에, 하천의 결빙으로 네덜란드의 요새의 방어력이 떨어지는 겨울철을 노려 피슈그류가 이끄는 프랑스군은 네덜란드에 대규모 공세를 펼쳤다. 네덜란드는 프랑스 혁명에 동참하고 협력하는 사람들도 많았기 때문에 프랑스 왕국이 네덜란드를 좋게 볼 리가 없었다. 마침내 하천이 결빙되어 프랑스군이 네덜란드를 침공하자, 도시는 차례로 함락되어 네덜란드 총독 빌렘 5세가 잉글랜드 왕국으로 도망가고, 네덜란드 함대는 접수되었다. 그리하여 프랑스 왕국의 주도로 네덜란드에 바타비아 공화국이 세워졌고(1795년 1월 19일), 브라반트 공국과 마스트리히트가 프랑스 왕국에 할양되었다. 브뤼메르 18일 쿠데타(1799)로 권력을 잡고 황제의 자리에 오른 나폴레옹 보나파르트는 자신의 동생 루이를 네덜란드 국왕(로데베이크 1세)에 즉위시켰다.(1806) 1810년에는 프랑스 혁명의 소용돌이에 휘말려 프랑스 왕국의 영토가 되기도 하였다.

### 아르헨티나
아르헨티나 출신의 막시마 소레기에타가 네덜란드로 이민와 국후가 된다. 이 때문에 양국간 우호가 상당히 돈독해졌다. 또한 양쪽 모두 세계적인 축구강국으로 명성이 자자하며 관련 분야의 교류가 활발하다.

### 일본
식민지를 개척하고 다녔던 시절의 네덜란드는 중국을 통해서 일본을 알게 되었다. 네덜란드는 종교개혁의 전통을 가진 개신교 국가였지만 장사가 중요하지 선교활동은 관심이 없었으며, 일본은 가톨릭을 탄압하고 있었다. 따라서 네덜란드는 서양나라 중에서 유일하게 일본과의 교역 상대가 될 수 있었으며, 일본 국왕도 서양 제국들 중에서 유일하게 교역을 허용할 정도로 돈독해졌다. 그러나 제2차 세계대전에서 일본이 네덜란드의 식민지를 무차별 공격하였고, 끝내 네덜란드가 미국과 영국과 중국과 연합하여 일본에 선전포고함으로써 전쟁에 돌입하고 말았다. 마침내 일본이 완벽히 패배하였고, 한동안 일본과의 관계는 잠잠해졌다. 그러나 네덜란드의 반일 세력이 일본 국왕인 히로히토가 네덜란드를 방문했을 때, 히로히토에게 총격을 가하고 쓰레기까지 내던지는 사건이 있었다.

### 내용주
1. ↑  중세 신성 로마 제국의 제후국들

### 참조주
1. ↑  네덜란드어로는 Je가 2인칭이지만 표어는 프랑스어로 쓰였다.
2. ↑  정부 소재지는 헤이그이다.
3. 1 2 3 4  “World Economic Outlook Database, April 2025 Edition. (Netherlands)”. 《www.imf.org》. 국제 통화 기금. 2025년 4월 22일. 2025년 5월 26일에 확인함.
4. ↑  “Human Development Report 2025” (PDF) (영어). 유엔 개발 계획. 2025년 5월 6일. 2025년 5월 6일에 원본 문서 (PDF)에서 보존된 문서. 2025년 5월 6일에 확인함.
5. ↑  로마 가톨릭 19.8%
개신교 14.4%
기타 기독교 3.3%
6. ↑  “Knmi.nl” (네덜란드어). 2011년 12월 25일에 확인함.
7. ↑  이병헌, 〈16~17세기 네델란드의 대항해 시대 연구 : '칼빈주의 네데란드'의 역사발전과 일본진출을 중심으로〉 총신대학교 신학대학원 석사학위논문(2010.2.) 8쪽. “이슬람을 막은 칼대제(샤를르마뉴)가 800년 교황 레오3세로부터 신성로마제국 황제의 관을 받는다. 그가 816년 사망한 이후, 유럽은 서, 중, 동 프랑크로 나뉘게 된다. 네덜란드 즉 저지대 지역만 생각해보면, 셀데강을 중심으로 서쪽은18) 프랑스에, 동쪽은 독일에 속하게 된다. ...18) 현재 벨기에 땅이다.”
8. ↑  네덜란드 개신교도들이 로마 가톨릭교회에 침입하여, 성상을 파괴한 폭동
9. ↑  왕이 있는나라
10. ↑  김용구. 《세계외교사》 1995(上 · 下 合本)판. 서울대학교 출판부. 3~4쪽. ISBN 89-7096-413-4. 프랑스는 11월 유럽의 현존하는 정부들을 전복하려는 모든 인민들에게 원조를 제공하겠다는 폭탄선언을 하였고 1793년 1월에 드디어 루이 16세를 처형하였다. 이때부터 프랑스는 대외팽창에의 길을 걷게 되었다. 사보이(Savoy), 니스(Nice) 그리고 벨기에를 병합하고 영국, 네덜란드 그리고 스페인에 대하여 전쟁을 선포하였다.
11. ↑  visser 2003, 11쪽
12. ↑  visser 2003, 17쪽
13. ↑  visser 2003, 18쪽
14. ↑  visser 2003, 23쪽
15. ↑  visser 2003, 12쪽
16. ↑  visser 2003, 16쪽
17. ↑  visser 2003, 20쪽
18. ↑  네덜란드, 유럽서 근로시간 가장 짧아
19. ↑  [https://wits.worldbank.org/CountryProfile/en/Country/NLD/Year/2017/Summary
, World Integrated Trade Solution] Worldbank
20. ↑  《먼나라 이웃나라》-네덜란드 편/이원복 글·그림/김영사
21. ↑  《현대문명 진단》2권-엄마 엄마, 아빠 아빠:가족의 개념에 대한 반란/이원복 글·그림/조선일보사 출판국 p.179
22. ↑  “"CBS. "Helft Nederlanders is kerkelijk of religieus". www.cbs.nl (in Dutch). Retrieved 17 October 2017"”. 2019년 7월 14일에 원본 문서에서 보존된 문서. 2018년 11월 1일에 확인함.
23. ↑  유세진 (2018년 6월 26일). “네덜란드, 공공장소서 부르카·니캅 착용 금지..히잡은 허용”. 헤이그. 2018년 7월 29일에 확인함.
24. ↑  현재는 북한과도 수교한 상태이기 때문에 의미가 상실되었다.
25. ↑  “국가별 수출입”. 한국무역협회. 2011년 11월 2일에 원본 문서에서 보존된 문서. 2012년 5월 11일에 확인함.
26. ↑  “국가별 재외동포현황(2011).xls”. 대한민국 외교통상부. 2012년 5월 26일에 원본 문서 (엑셀)에서 보존된 문서. 2012년 2월 25일에 확인함.
27. ↑  김용구. 《세계외교사》 1995(上 · 下 合本)판. 서울대학교 출판부. 3~4쪽. ISBN 89-7096-413-4. 프랑스는 11월 유럽의 현존하는 정부들을 전복하려는 모든 인민들에게 원조를 제공하겠다는 폭탄선언을 하였고 1793년 1월에 드디어 루이 16세를 처형하였다. 이 때부터 프랑스는 대외팽창에의 길을 걷게 되었다. 사보이(Savoy), 니스(Nice) 그리고 벨지움을 합방하고 영국, 네덜란드 그리고 스페인에 대하여 전쟁을 선포하였다.
28. ↑  《먼나라 이웃나라》:일본의 역사/이원복 글, 그림/김영사

## 참고자료
- jelle, visser (2003년 11월 20일). 《네덜란드의 기적》.